# Людовик I де Бурбон-Конде
Людовик I де Бурбон-Конде (фр. Louis Ier de Bourbon-Condé, 7 мая 1530, Вандом — 13 марта 1569 или 13 мая 1569, Жарнак) — 1-й принц де Конде с 1546 года, родоначальник рода Конде.

## Биография
Во время раздоров между Гизами и Бурбонами, Конде, женатый на племяннице Колиньи, стал главой гугенотского заговора в Амбуазе. Заговор был раскрыт, Конде приговорён к смерти, но спасён Франциском II (1560).
Командуя гугенотами, Конде (1562) начал первую религиозную войну, взяв города Орлеан, Руан и др., но в конце этого года был разбит при Дрё; раненый и взятый в плен, он заключил мир в Амбуазе (1563).
После нескольких лет бездействия Конде снова взялся за оружие и попытался захватить короля Карла IX в Мо. После сражения при Сен-Дени принц осадил Шартр (28 февраля — 15 марта 1568), но 26 марта 1568 года вторично заключил мир с двором. Удачно избегнув покушения противников, Конде начал новую войну (1569) и в сражении при Жарнаке был ранен, взят в плен и убит бароном де Монтескью по приказу герцога Анжуйского.

## Брак и дети
22 июня 1551 года Людовик I де Бурбон-Конде вступил в брак с Элеонорой де Руа (1535—1564). В этом браке было рождено 8 детей (умершие в детстве выделены курсивом):
- Генрих I Бурбон, 2-й принц Конде (1552—1588)
- Маргарита де Бурбон (1556), умерла в младенчестве
- Шарль де Бурбон (1557—1558), граф де Валери
- Франсуа де Бурбон-Конти (1558—1614), 1-й принц Конти, суверенный князь Шато-Рено
- Луи де Бурбон (1562—1563), умер в младенчестве
- Карл II де Бурбон (1562—1594), кардинал, архиепископ Руана с 1594
- Мадлен де Бурбон (1563—1563), умерла в младенчестве
- Катрин де Бурбон (1564), умерла в младенчестве

8 ноября 1565 года Людовик вступил в брак с Франсуазой Орлеанской-Лонгвиль (1549—1601) родились:
- Карл де Бурбон-Суассон, граф Суассон и Дрё (1566—1612)
- Луи де Бурбон-Конде (1567—1568), умер в младенчестве
- Бенжамин де Бурбон-Конде (1569—1573), умер в детстве

От Изабеллы де ла Тур он имел внебрачного сына (род. 1564).

## В культуре
- Принц Конде стал персонажем романов Александра Дюма-отца «Две Дианы» и «Предсказание».
- В телесериале «Царство» (2014) роль Людовика исполнил Шон Тил.
- В телесериале «Королева змей» (2022) роль Людовика исполнил Дэнни Киррейн.